# بربيت
البربيت (الاسم العلمي: Capito) (بالإنجليزية: Brown-chested Barbet)‏ هو جنس من الطيور يتبع الفصيلة البربيتية من رتبة نقاريات الشكل.

## أنواع البربيت
- بربيت قرمزي التاج
- بربيت منقط التاج
- بربيت برتقالي المقدمة
- بربيت قرمزي الخطوط
- بربيت أبيض العرف
- بربيت أسود الحزام
- بربيت خماسي الألوان
- بربيت أسود النقط
- بربيت ذهبي
- بربيت بني الصدر